# Anicet Adjamossi
Anicet Kayodé Adjamossi (* 15. März 1984 in Porto Novo) ist ein beninischer ehemaliger Fußballspieler.

## Werdegang

### Verein
Anicet Adjamossi stand ab der Saison 2001/02 bei der zweiten Mannschaft von Girondins Bordeaux unter Vertrag und absolvierte dort in der vierten französischen Liga 51 Partien in den Saisons 2002/03 und 2003/04. Anschließend spielte er jeweils eine Saison für die französischen Vereine Pau FC, Entente Sannois Saint-Gratien, FC Istres und US Créteil in der dritten bzw. Zweiten Liga. Es folgte von 2008 bis 2010 eine Zeit internationaler Engagements, in der in Spanien (Racing de Ferrol), Ungarn (Diósgyőri VTK) und seinem Heimatland Benin (Mogas '90 Porto-Novo) unter Vertrag stand. Anschließend kehrte er nach Frankreich zurück, um bei den unterklassigen Clubs Saint-Colomban Locminé und La Vitréenne FC zum Abschluss seiner Karriere sechs Saisons in den Spielklassen 5 bis 7 zu absolvieren.

### Nationalmannschaft
Adjamossi kam erstmals 2002 für die A-Nationalmannschaft des Benin zum Einsatz. Insgesamt absolvierte er 49 Einsätze – darunter beim Afrika-Cup 2004 und 2008 –, in denen er fünf Tore erzielte.